# Мухаммад, Белал
Бела́л Муха́ммад (араб. بلال محمد‎; род.  9 июля 1988 года, Чикаго, Иллинойс, США) — американский боец смешанных единоборств палестинского происхождения, представитель полусредней весовой категории. Выступает на профессиональном уровне с 2012 года. Известен по участию в турнирах бойцовских организаций UFC, Bellator. Бывший чемпион Titan FC в полусреднем весе. Бывший чемпион  UFC в полусреднем весе. Занимает 1 строчку официального рейтинга UFC в полусреднем весе. Занимает 13 строчку официального рейтинга UFC среди лучших бойцов независимо от весовой категории (англ. pound-for-pound).

## Биография
Белал Мухаммад родился 9 июля 1988 года, вырос в Чикаго, штат Иллинойс, в семье палестинцев. Он учился в средней школе и окончил Иллинойсский университет в Урбана-Шампейн. Представляет Соединенные Штаты Америки.
С 2016 года выступает в UFC. По состоянию на апрель 2022 года, в рейтинге полусреднего дивизиона UFC занимал 6-е место
28 июля 2024 года в главном бою вечера на UFC 304 в реванше победил Леона Эдвардса судейским решением став чемпионом UFC в полусреднем весе, нанеся Леону Эдвардсу четвертое поражение в карьере.

## Достижения и титулы
- Titan Fighting Championship 
  -  Чемпион (Titan FC) в полусреднем весе[9].
- Ultimate Fighting Championship
  - Чемпион (UFC) в полусреднем весе (один раз; бывший)
  - «Лучший бой вечера» (два раза) против Алана Джубана и Джека Делла Маддалены
  - «Выступление вечера» (два раза) против Такаси Сато и Шона Брэди

## Статистика боёв в профессиональном ММА
| Боёв 29         | Побед 24 | Поражений 4 |
| --------------- | -------- | ----------- |
| Нокаутом        | 5        | 1           |
| Сдачей          | 1        | 0           |
| Решением        | 18       | 3           |
| Не состоявшихся | 1        | 1           |

class="table-no-light" style="text-align:center; " | 
| Результат    | Рекорд   | Соперник             | Способ                       | Турнир                                 | Дата             | Раунд | Время | Место                    | Примечание                                                             |
| ------------ | -------- | -------------------- | ---------------------------- | -------------------------------------- | ---------------- | ----- | ----- | ------------------------ | ---------------------------------------------------------------------- |
| Поражение    | 24-4 (1) | Джек Делла-Маддалена | Единогласное решение         | UFC 315                                | 10 мая 2025      | 5     | 5:00  | Монреаль, Квебек, Канада | Утратил титул чемпиона UFC в полусреднем весе; «Лучший бой вечера» (2) |
| Победа       | 24-3 (1) | Леон Эдвардс         | Единогласное решение         | UFC 304                                | 27 июля 2024     | 5     | 5:00  | Англия, Манчестер        | Завоевал титул чемпиона UFC в полусреднем весе                         |
| Победа       | 23-3 (1) | Гилберт Бёрнс        | Единогласное решение         | UFC 288                                | 6 мая 2023       | 5     | 5:00  | Ньюарк, Нью-Джерси, США  |                                                                        |
| Победа       | 22-3 (1) | Шон Брэди            | Техническим нокаутом (удары) | UFC 280                                | 22 октября 2022  | 2     | 4:47  | Абу-Даби, ОАЭ            | «Выступление вечера» (2)                                               |
| Победа       | 21-3 (1) | Висенте Луке         | Единогласное решение         | UFC Fight Night: Луке vs. Мухаммад 2   | 16 апреля 2022   | 5     | 5:00  | Лас-Вегас, Невада, США   |                                                                        |
| Победа       | 20-3 (1) | Стивен Томпсон       | Единогласное решение         | UFC Fight Night: Льюис vs. Докас       | 18 декабря 2021  | 3     | 5:00  | Лас-Вегас, Невада, США   |                                                                        |
| Победа       | 19–3 (1) | Демиан Майя          | Единогласное решение         | UFC 263                                | 12 июня 2021     | 3     | 5:00  | Глендейл, Аризона, США   |                                                                        |
| Не состоялся | 18–3 (1) | Леон Эдвардс         | НС (тычок в глаз)            | UFC Fight Night: Эдвардс vs. Мухаммад  | 13 марта 2021    | 2     | 0:18  | Лас-Вегас, Невада, США   | После тычка в глаз Мухаммад не смог продолжить бой                     |
| Победа       | 18–3     | Диего Лима           | Единогласное решение         | UFC 258                                | 13 февраля 2021  | 3     | 5:00  | Лас-Вегас, Невада, США   |                                                                        |
| Победа       | 17–3     | Лайман Гуд           | Единогласное решение         | UFC on ESPN: Блейдс vs. Волков         | 20 июня 2020     | 3     | 5:00  | Лас-Вегас, Невада, США   |                                                                        |
| Победа       | 16–3     | Такаси Сато          | Сдача (удушение сзади)       | UFC 242                                | 7 сентября 2019  | 3     | 1:55  | Абу-Даби, ОАЭ            | «Выступление вечера» (1)                                               |
| Победа       | 15–3     | Кертис Миллендер     | Единогласное решение         | UFC 236                                | 13 апреля 2019   | 3     | 5:00  | Атланта, Джорджия, США   |                                                                        |
| Поражение    | 14–3     | Джефф Нил            | Единогласное решение         | UFC Fight Night: Сехудо vs. Диллашоу   | 19 января 2019   | 3     | 5:00  | Бруклин, Нью-Йорк, США   |                                                                        |
| Победа       | 14–2     | Шанс Ренкунтре       | Единогласное решение         | UFC Fight Night: Rivera vs. Moraes     | 1 июня 2018      | 3     | 5:00  | Ютика, Нью-Йорк,США      |                                                                        |
| Победа       | 13–2     | Тим Минс             | Раздельное решение           | UFC Fight Night: Werdum vs. Tybura     | 19 ноября 2017   | 3     | 5:00  | Сидней, Австралия        |                                                                        |
| Победа       | 12–2     | Джордан Майн         | Единогласное решение         | UFC 213                                | 8 июля 2017      | 3     | 5:00  | Лас-Вегас, Невада, США   |                                                                        |
| Победа       | 11–2     | Randy Brown          | Единогласное решение         | UFC 208                                | 11 февраля 2017  | 3     | 5:00  | Бруклин, Нью-Йорк, США   |                                                                        |
| Поражение    | 10–2     | Висенте Луке         | TKO (удары)                  | UFC 205                                | 12 ноября 2016   | 1     | 1:19  | Нью-Йорк, США            |                                                                        |
| Победа       | 10–1     | Аугусто Монтаньо     | TKO (удары)                  | UFC Fight Night: Poirier vs. Johnson   | 17 сентября 2016 | 3     | 4:19  | Илальго, Техас, США      |                                                                        |
| Поражение    | 9–1      | Алан Джубан          | Единогласное Решение         | UFC Fight Night: dos Anjos vs. Alvarez | 7 июля 2016      | 3     | 5:00  | Лас-Вегас, Невада, США   | «Лучший бой вечера» (1)                                                |
| Победа       | 9–0      | Стив Карл            | TKO (удары)                  | Titan FC 38                            | 30 апреля 2016   | 4     | 4:07  | Майами, Флорида, США     | Завоевал пояс Titan FC в полусреднем весе                              |
| Победа       | 8–0      | Зане Камака          | Единогласное решение         | Titan FC 35                            | 19 сентября 2015 | 3     | 5:00  | Риджфилд, Вашингтон, США |                                                                        |
| Победа       | 7–0      | Кейт Джонсон         | Единогласное решение         | Titan FC 33                            | 20 марта 2015    | 3     | 5:00  | Мобил, Алабама, США      | Бой в промежуточном весе (174 фунта); Джонсон не сделал вес            |
| Победа       | 6–0      | Крис Кертис          | Единогласное решено          | Hoosier Fight Club 21                  | 13 сентября 2014 | 3     | 5:00  | Валпарейзо, Индиана, США |                                                                        |
| Победа       | 5–0      | Эй Джей Мэтьюз       | Единогласное решение         | Bellator 112                           | 14 марта 2014    | 3     | 5:00  | Хаммонд, Индиана, США    |                                                                        |
| Победа       | 4–0      | Гарретт Гросс        | Единогласное решение         | Hoosier Fight Club 18                  | 9 ноября 2013    | 3     | 5:00  | Валпарейзо, Индиана, США |                                                                        |
| Победа       | 3–0      | Джимми Фриц          | TKO (удары)                  | Hoosier Fight Club 15                  | 6 апреля 2013    | 2     | 2:19  | Валпарейзо, Индиана, США |                                                                        |
| Победа       | 2–0      | Куинтон Маккоттрелл  | Единогласное решение         | Bellator 84                            | 14 декабря 2012  | 3     | 5:00  | Хаммонд, Индиана, США    |                                                                        |
| Победа       | 1–0      | Джастин Брок         | TKO (удары)                  | Hoosier Fight Club 12                  | 18 августа 2012  | 1     | 2:17  | Валпарейзо, Индиана, США | Дебют в ММА                                                            |